# Thamnobryum tumidicaule
Thamnobryum tumidicaule là một loài Rêu trong họ Neckeraceae. Loài này được (K.A. Wagner) F.D. Bowers miêu tả khoa học đầu tiên năm 1974.